# شريف مؤمن
شريف مؤمن لاعب كرة يد مصري ، ولاعب نادي الطيران ومنتخب مصر ، بالإضافة إلى الاحتراف في نادي الخليج السعودي.

## روابط خارجية
- شريف مؤمن على موقع أوليمبيديا (الإنجليزية)